# Сербско-сомалийские отношения
Сербско-сомалийские отношения — двусторонние отношения между Сербией и Сомали. Дипломатические отношения были установлены между СФРЮ и Сомали после приобретения последней независимости от Италии в 1960-х годах.
В начале 2015 года Сербия назначила первого после распада СФРЮ и гражданской войны в Сомали посла в Могадишо. Им стал Иван Живкович, бывший также послом в Кении. В феврале 2015 года Живкович вручил верительную грамоту президенту Сомали Хасану Шейху Махмуду. Обе страны объявили о планах по сотрудничеству в сфере развития и профессионального обучения сомалийской молодежи, а также сельского хозяйства, науки и здравоохранения.
В сентябре 2021 года Сомали вновь открыла своё посольство в Белграде.